# بيتر بلات (ملحن)
بيتر بلات (بالألمانية: Peter Platt)‏ هو ملحن نمساوي، ولد في 4 فبراير 1965 في فيينا في النمسا.